# جيمس ر. أرنولد
جيمس ر. أرنولد (بالإنجليزية: James R. Arnold)‏ هو كيميائي أمريكي، ولد في 5 مايو 1923 في ميتوتشين في الولايات المتحدة، وتوفي في 6 يناير 2012 في لاهويا في الولايات المتحدة.